# 4308 Magarach
4308 Magarach је астероид главног астероидног појаса са средњом удаљеношћу од Сунца која износи 2,680 астрономских јединица (АЈ).
Апсолутна магнитуда астероида је 12,4.